# Mungialdea
Die Comarca Mungialdea ist eine der sieben Comarcas der Provinz Bizkaia in der Autonomen Gemeinschaft Baskenland in Spanien. 
Die im Norden der Provinz gelegene Comarca umfasst 15 Gemeinden auf einer Fläche von 212,26 km².

## Gemeinden
| Gemeinde           | Einwohner (2024) | Fläche km² | Dichte Einw./km² | Cod INE | Postleitzahl |
| ------------------ | ---------------- | ---------- | ---------------- | ------- | ------------ |
| Arrieta            | 579              | 14,47      | 40               | 48010   | 48114        |
| Bakio              | 2.821            | 16,78      | 168              | 48012   | 48130        |
| Barrika            | 1.549            | 7,70       | 201              | 48014   | 48650        |
| Fruiz              | 576              | 5,73       | 101              | 48035   | 48116        |
| Gamiz-Fika         | 1.381            | 15,53      | 89               | 48038   | 48113        |
| Gatika             | 1.633            | 17,42      | 94               | 48040   | 48110        |
| Gorliz             | 6.015            | 10,19      | 590              | 48043   | 48630        |
| Laukiz             | 1.245            | 8,16       | 153              | 48053   | 48111        |
| Lemoiz             | 1.337            | 18,91      | 71               | 48056   | 48620        |
| Maruri-Jatabe      | 1.073            | 15,89      | 68               | 48061   | 48112        |
| Meñaka             | 767              | 12,70      | 60               | 48064   | 48120        |
| Mungia             | 17.997           | 46,78      | 385              | 48069   | 48100        |
| Plentzia           | 4.390            | 5,79       | 758              | 48077   | 48620        |
| Sopelana           | 14.940           | 8,39       | 1.781            | 48085   | 48600        |
| Urduliz            | 5.711            | 7,82       | 730              | 48089   | 48610        |
| Comarca Mungialdea | 62.014           | 212,26     | 292              | –       | –            |